# Pays d’Auge

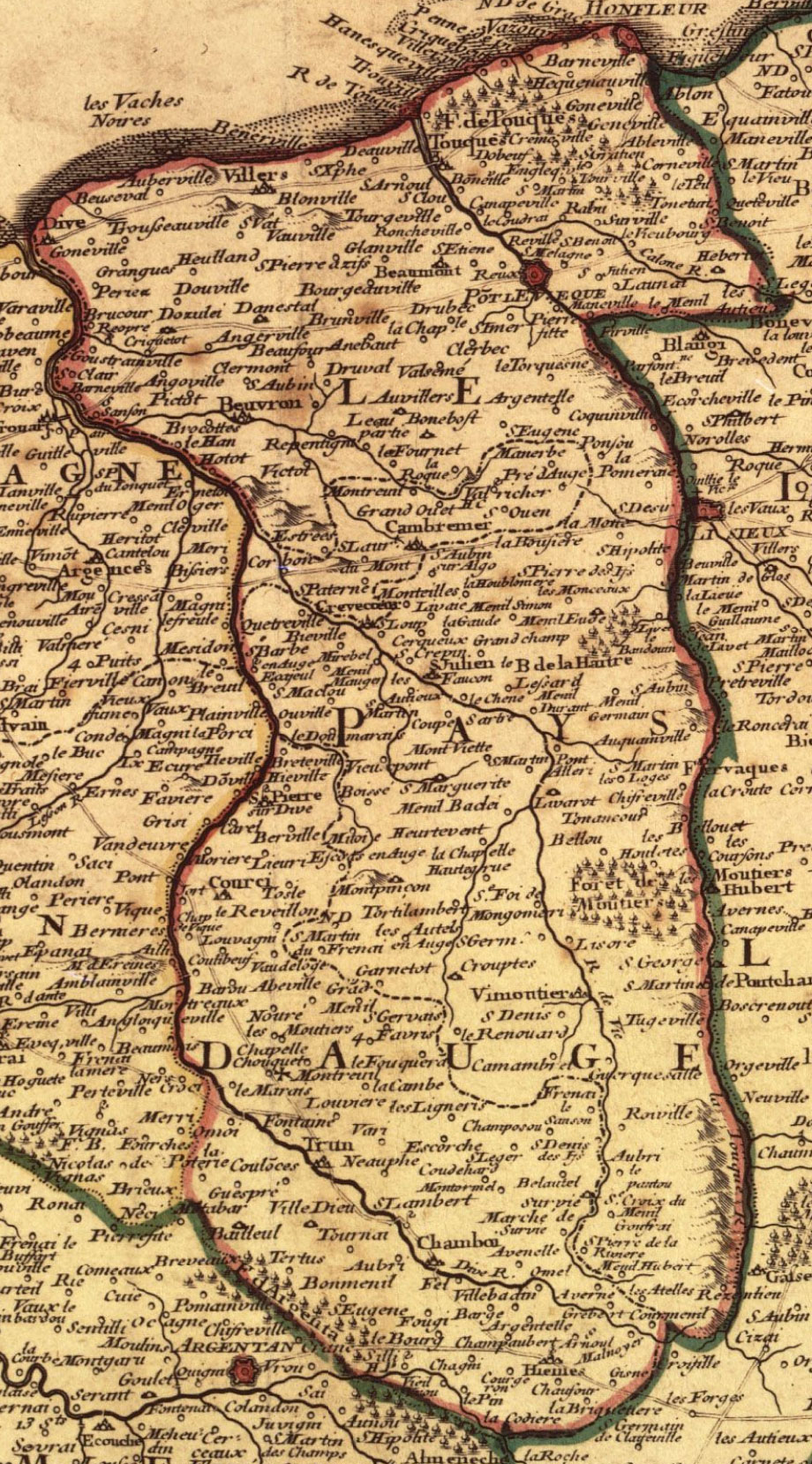
Historische Karte des Pays d’Auge aus dem Jahr 1716

Das Pays d’Auge (Pagus Algiae) ist eine Landschaft in der Normandie (Frankreich). Sie liegt in den Départements Calvados und Orne und ein Stückchen auch im Département Eure. 
Es entspricht den Becken der Flüsse Touques und Dives. Die Landschaft mit Orten wie Camembert, Livarot und Pont-l’Évêque mit Apfelbäumen, Hütten und Kühen wird als Urtyp der Normandie angesehen.
Einige der Städte und Strände sind über Frankreich hinaus bekannt, wie z. B. Deauville, Trouville-sur-Mer, Honfleur, Lisieux.
Generell gilt das im Hinterland der Côte Fleurie (Blumenküste) gelegene Pays d’Auge als Heimat der drei großen normannischen « C »: Cidre,  Calvados und Camembert. Neben dem Camembert gibt es weitere bekannte Käsesorten: Der Livarot und der Pont-l’Évêque mit geprüfter Herkunftsbezeichnung (AOC, Appellation d’Origine Contrôlée).
Neben der Landwirtschaft und der Produktion von Nahrungsmitteln hat der Tourismus für die Region eine hohe Bedeutung. Hier bringt die geographische Nähe zu Paris und Großbritannien einen großen Vorteil.